# 井上祐貴
井上祐貴（日语：／ Inoue Yuki，1996年6月6日—），日本男演員，出生於廣島縣廣島市，隸屬於  Horipro（堀製作），身高178cm。

## 經歷
2017年，井上在大學三年級時獲頒Horipro發掘藝人大獎賽特別獎，並在同年進入日本演藝圈。
2019年，在特攝電視劇《超人力霸王大河》飾演主角「工藤優幸」一角。

## 演出作品

### 電視劇
- 殘念刑警（日语：おしい刑事）（2019年5月26日，NHK BS Premium）- 大原健太郎
- （2019年7月6日 - 12月28日，東京電視台）- 主演・工藤優幸[2]
- 向日葵 ～宫崎傳奇～（2020年6月1日 - 12日，宮崎電視台） - 興梠健⼀
  - 向日葵 ～宫崎傳奇2～（2022年5月16日 - 27日）[3]
- 13（2020年8月1日[4][5][6] - 22日，東海電視台・富士電視台） - 日置步[7]
- 所以我化妆 第4話・最終話（2020年10月29日・11月12日，東京電視台） - 吉成蒼
- 紅鬍子3 第5回（2020年11月20日，NHK BS） - 太一
- 堀與宮村 第3話 - 最終話（2021年3月3日 - 31日，MBS・TBS） - 進藤晃一
- サウナぼっち 第9話（2021年7月23日，RCC電視台）
- 痴情的接吻 第4話 ｰ 最終話（2021年8月8日 - 9月27日，ABC） - 鈴木岳[8]
- 群青領域 第3話 - 最終話（2021年11月5日 - 12月24日，NHK綜合） - 火野裕介
- 鬧鐘電視「めぐる。」（2021年12月6日 - 12月17日，富士電視台） - 配送員[9]
- 夜Drama「畢業時限」（2022年4月4日 - 5月12日，NHK）- 主演・黑川良樹[10][11]
- 和帥哥一起吃飯（2022年7月10日 - 9月25日，大阪電視台・BS東視） - 細見賢人[12]
- フューチャー!フューチャー!（2022年7月19日 - 2023年1月17日，中國放送）- 新一
- silent（2022年10月6日 - 12月22日，富士電視台）- 野本拓實[13]
- 我還是覺得不妥（2023年1月6日，朝日電視台） - 池照海[14]
- 花嫁未滿ESCAPE 完結編（日语：花嫁未満エスケープ）（2023年1月7日 - 1月28日，東京電視台） - 作良亮介
- 大奥「8代・徳川吉宗×水野祐之進 編」第1回（2023年1月10日，NHK綜合） - 柏木[15]
- unknown（2023年4月18日 - 6月13日，朝日電視台） - 闇原漣[16]
- 苦中帶甜的滋味（2023年4月20日 - 6月22日，東海電視台） - 片山渚[17]
- 你是星期幾出生的（2023年8月6日 - 10月8日，朝日電視台） - 江田悠馬[18]
- NHK大河劇（NHK）
  - 怎麼辦家康 第44回 - 最終回（2023年11月19日 - 12月17日） - 本多正純[19]
  - 豈有此理〜蔦重繁華如夢故事〜（2025年） - 松平定信[20]
- 火星-零的革命-（2024年1月23日 - 3月19日，朝日電視台） - 二瓶久高[21]
- 連續電視小說 如虎添翼（2024年8月13日 - 9月27日，NHK）- 星朋一[22]
- 王牌護理師 第2話（2024年10月24日，朝日電視台） - 二宮正男 役[23]
- 帶你到地獄的盡頭（2025年1月14日 - 3月25日，TBS） - 花井誠[24]
- 明日、輝く（2025年3月17日，NHK綜合） - 主演・新野亮介[25]

### 網路劇
- 10年前的放課後～關於我、你覺得怎麼樣？～篇・〜拳頭間的戰鬥～篇（2023年8月27日・9月3日配信予定、TVer・ABEMA） - 江田悠馬[26]

### 電影
- 偽戀（2018年12月21日，東寶）
- 劇場版超人力霸王大河 新世代終結黑暗（2020年8月7日[27]，松竹ODS事業室） - 主演・工藤優幸[28]
- NO CALL NO LIFE（2021年3月5日，アークエンタテインメント） - 主演・春川真洋[29]
- Bittersand（2021年6月25日，ラビットハウス） - 主演・吉原曉人[30]
- 明け方の若者たち（2021年12月31日，パルコ） - 古賀尚人[31][32]
- 我們一生只能使用一次魔法（2025年2月21日公開予定，波麗佳音） - Haruhi [33]

### 舞台劇
- 舞台劇彼得潘（2018年7月22日 - 8月1日、東京國際論壇 ホールC / 8月12日、梅田藝術劇場 メインホール / 8月22日・23日、金沢歌劇座 / 8月25日・26日、御園座） - 海賊マリンズ 役[34]
- 奇跡之人（2022年5月18日 - 6月5日、東京藝術劇場プレイハウス / 6月8日 - 12日、梅田芸術劇場シアター・ドラマシティ） - ジェイムズ・ケラー 役[35]
- 彩之國莎士比亞・系列2nd Vol.2『馬克白』（2025年5月8日 - 25日、彩之國埼玉藝術劇場 大廳） - マルカム 役[36]

### CM
- BANDAI「DX火花變身器」（2019年）
- BANDAI「DX超人力霸王大河林光子地球鑰匙扣」（2019年）
- 江崎格力高「石頭剪刀布2020」（2020年）[37]
- 佳麗寶 SUISAI黑炭泥淨透酵素粉（2021年）[38]

### MV
- Toketa Denkyu「ふたりがいい」（2021年）[39]
- Novelbright「ハミングバード」（2021年）[40]

### 其他
- 超人力霸王大河 DX 新世代傑洛變身眼鏡（2020年2月、玩具） - 工藤優幸 役
- JFA第44回全日本12岁以下足球锦标赛（2020年） - 応援サポーター[41][42]

## 外部連結
- Horipro官方個人資料（页面存档备份，存于）
- 井上祐貴的X（前Twitter）（日語）
- 井上祐貴的Instagram帳戶（日語）
- 井上祐貴在互联网电影资料库（IMDb）上的資料（英文）